# Урош Богуновић
Урош Богуновић Роца (Дрвар, 15. децембар 1914 — Београд, 27. мај 2006), учесник Народноослободилачке борбе, генерал-мајор ЈНА и народни херој Југославије.

## Биографија
Рођен је 15. децембра 1914. у Дрвару. Припада старом српском братству Богуновића. Његови родитељи Илија и Јованка доселили су у Дрвар из Лике, из села Суваје код Срба. Рођени Урошев брат Бранко, био је четнички војвода и обављао је функцију помоћника војводе Момчила Ђујића. Урош је, поред Бранка, имао још три брата — Љубу, Миту и Николу (Нину), као и три сестре — Милеву, Наталију (Нату) и Душанку. 
Урош је непосредно пред рат радио у железничкој ложионици у Бањој Луци. Када је почео устанак, најпре је био помоћник политичког комесара Шесте крајишке ударне бригаде, а убрзо затим и командант те бригаде. Касније је у току рата био заменик команданта Четврте и Десете крајишке дивизије. 
Учествовао је у борбама код Бање Луке, Босанске Градишке, Босанске Дубице, Приједора, Санског Моста, у току Четврте непријатељске офанзиве, у борбама за ослобођење Сарајева и другим. 
Нарочито се истакао у јесен 1942. године када је повео батаљон бораца преко реке Уне, продро до Цазина, ослободио га и на том сектору успешно водио многе борбе и почетком 1943. године, на Подвидачу, када је само са једним водом дочекао и разбио бројнијег непријатеља. У чланство Комунистичке партија Југославије (КПЈ) примљен је 15. новембра 1941. године. 
После завршетка рата, Урош Богуновић је 1952. године завршио Вишу војну академију ЈНА и налазио се на истакнутим војним функцијама у Југословенској народној армији, боравећи при томе у многим местима СР Хрватске, СР Србије и СР Босне и Херцеговине. 
У чин генерал-мајора произведен је 1959, а пензионисан је 1963. године. Преминуо је 27. маја 2006. године у Београду.
Носилац је Партизанске споменице 1941. и других југословенских одликовања. Орденом народног хероја одликован је 27. новембра 1953. године.